# Lez-Fontaine
Lez-Fontaine là một xã ở tỉnh Nord trong vùng Hauts-de-France, Pháp.